# لوکاندوس

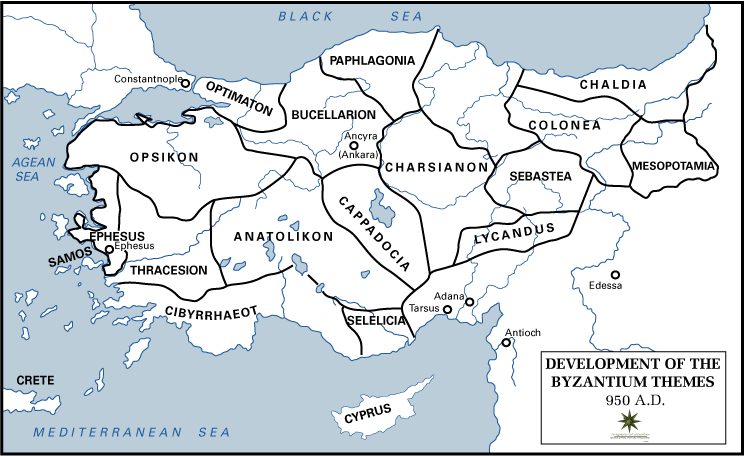
نمایی از قلمرو آسیایی امپراتوری بیزانس در سال ۹۵۰ میلادی

لوکاندوس (به یونانی: Λυκανδός) نام استحکامات و نیز یکی از تم (استان) های امپراتوری روم شرقی در سده‌های دهم و یازدهم میلادی بود. استحکامات لوکاندوس با البستان در جنوب ترکیهٔ کنونی و بر روی کوه‌های آلاداغلار منطبق است.
پیشینه لوکاندوس به ۹۰۳ میلادی بازمی‌گردد. در این سال گروهی از ارمنیان ملیاس در این‌جا مستقر شدند و یک حکومت نیمه‌خودمختاری را تشکیل دادند. نظر به موقعیت استراتژیک منطقه در مرز با مسلمانان در سوریه و میان‌رودان، لوکاندوس اهمیت و در نتیجه توسعه یافت. در ۹۰۹ میلادی یکی از تهاجمات مسلمانان به لوکاندوس دفع‌شد. در ۹۱۶ میلادی لوکاندوس به یک تم ارتقاء یافت. در ۱۰۷۱ میلادی و پس از نبرد ملازگرد، لوکاندوس از دست روم شرقی خارج و عرصه تاخت‌وتاز قلمرو سلجوقیان گردید؛ ولی در ۱۱۰۸ میلادی امپراتور آلکسیوس یکم لوکاندوس را رسماً به بوهموند وانهاد.